# 백제문화로
백제문화로(Baekjemunhwa-ro)는 충청남도 부여군 부여읍 석목리 대향로로터리와 공주시 웅진동 경찰서앞 교차로를 잇는 충청남도의 도로이다. 전 구간 국도 제40호선에 속한다.

## 연혁
- 1992년 1월 17일 : 공주군 이인면 초봉리 ~ 용성리 584m 구간 개통, 기존 628m 구간 폐지[1]
- 1995년 2월 18일 : 부여군 부여읍 용정리 ~ 가증리 1.1km 구간 개통, 기존 1.5km 구간 폐지[2]
- 2000년 8월 31일 : 공주시 탄천면 성리 ~ 삼각리 2.2km 구간 신설 개통, 기존 2km 구간 폐지[3]
- 2006년 8월 14일 : 공주시 탄천면 삼각리 ~ 웅진동 15.9km 구간 확장 개통, 기존 공주시 탄천면 삼각리 ~ 이인면 주봉리 9.8km 구간 폐지[4]
- 2009년 8월 25일 : 2개 이상 시·군에 걸쳐 있는 도로로 백제문화로를 고시[5]
- 2009년 12월 31일 : 부여군 부여읍 가탑리 ~ 공주시 탄천면 성리 12.33km 구간 확장 개통, 기존 부여군 부여읍 용정리 ~ 저석리 7.8km 구간과 탄천면 분강리 ~ 성리 1.0km 구간 폐지[6]

## 주요 경유지
충청남도
- 부여군 부여읍 - 공주시 (탄천면 · 이인면 · 금학동 . 웅진동)

## 노선
| 이름                                    | 접속 노선                                        | 소재지 | 소재지                                                                  | 비고                                                                                  |
| --------------------------------------- | ------------------------------------------------ | ------ | ----------------------------------------------------------------------- | ------------------------------------------------------------------------------------- |
| 대향로로터리                            | 국도 제40호선 (성왕로) 지방도 제651호선 (북포로) | 부여군 | 부여읍                                                                  | 국도 제40호선 구간                                                                    |
| 용정교                                  |                                                  | 부여군 | 부여읍                                                                  | 국도 제40호선 구간                                                                    |
| 용정 교차로                             | 삼충로                                           | 부여군 | 부여읍                                                                  | 국도 제40호선 구간                                                                    |
| 정동 교차로                             | 지방도 제625호선 (백제문로)                      | 부여군 | 부여읍                                                                  | 국도 제40호선 구간                                                                    |
| 정동교                                  |                                                  | 부여군 | 부여읍                                                                  | 국도 제40호선 구간                                                                    |
| 자왕 교차로                             | 삼충로 백제문화로429번길                         | 부여군 | 부여읍                                                                  | 국도 제40호선 구간                                                                    |
| 자왕교                                  |                                                  | 부여군 | 부여읍                                                                  | 국도 제40호선 구간                                                                    |
| 신정 교차로 (신정육교)                  | 지방도 제651호선 (북포로)                        | 부여군 | 부여읍                                                                  | 국도 제40호선 구간 지방도 제651호선 구간 공주 방면 진출 불가 부여 방면 진입 불가      |
| 신정교                                  |                                                  | 부여군 | 부여읍                                                                  | 국도 제40호선 구간 지방도 제651호선 구간                                              |
| 왕진 교차로                             | 지방도 제645호선 (왕진로)                        | 부여군 | 부여읍                                                                  | 국도 제40호선 구간 지방도 제645, 651호선 구간                                         |
| 저석 교차로                             | 지방도 제651호선 (백제큰길)                      | 부여군 | 부여읍                                                                  | 국도 제40호선 구간 지방도 제645, 651호선 구간 공주 방면 진입 불가 부여 방면 진출 불가 |
| 오촌 교차로                             | 삼충로                                           | 부여군 | 부여읍                                                                  | 국도 제40호선 구간 지방도 제645호선 구간 공주 방면 진출 불가 부여 방면 진입 불가      |
| 분강 교차로                             | 금우사길 분창양달길                              | 공주시 | 탄천면                                                                  | 국도 제40호선 구간 지방도 제645호선 구간                                              |
| 성리 교차로 (성리교)                    | 통산로                                           | 공주시 | 탄천면                                                                  | 국도 제40호선 구간 지방도 제645호선 구간 공주 방면 진입 불가 부여 방면 진출 불가      |
| 탄천교                                  | 지방도 제645호선 지방도 제799호선 (금백로)       | 공주시 | 탄천면                                                                  | 국도 제40호선 구간 지방도 제645호선 구간 공주 방면 진출만 가능                        |
| 삼각 교차로 (탄천1교)                   | 통산로 삼거리1길                                 | 공주시 | 탄천면                                                                  | 국도 제40호선 구간                                                                    |
| 신기령                                  |                                                  | 공주시 | 탄천면                                                                  | 국도 제40호선 구간                                                                    |
| 이인면                                  |                                                  | 공주시 |                                                                         | 국도 제40호선 구간                                                                    |
| 달산 교차로                             | 국가지원지방도 제96호선 (검바위로)               | 공주시 | 국도 제40호선 구간 국가지원지방도 제96호선 구간                         |                                                                                       |
| 달산1교                                 |                                                  | 공주시 | 국도 제40호선 구간 국가지원지방도 제96호선 구간                         |                                                                                       |
| 이인 교차로 (이인교)                    | 지방도 제697호선 (금광로) 물방아길               | 공주시 | 국도 제40호선 구간 국가지원지방도 제96호선 구간                         |                                                                                       |
| 이인1교 이인2교 용성1교 용성2교 주봉1교 |                                                  | 공주시 | 국도 제40호선 구간 국가지원지방도 제96호선 구간                         |                                                                                       |
| 주봉 교차로 (주봉2교)                   | 검바위로                                         | 공주시 | 국도 제40호선 구간 국가지원지방도 제96호선 구간                         |                                                                                       |
| 주봉3교 주봉육교 밤갓육교               |                                                  | 공주시 | 국도 제40호선 구간 국가지원지방도 제96호선 구간                         |                                                                                       |
| 태봉 교차로 (태봉교)                    | 우금티로 모새골길                                | 공주시 | 국도 제40호선 구간 국가지원지방도 제96호선 구간                         | 금학동                                                                                |
| 봉정 교차로 (봉정1교)                   | 우금티로                                         | 공주시 | 국도 제40호선 구간 국가지원지방도 제96호선 구간 공주 방면 진출입만 가능 | 금학동                                                                                |
| 봉정2교                                 |                                                  | 공주시 | 국도 제40호선 구간 국가지원지방도 제96호선 구간                         | 금학동                                                                                |
| 남공주 나들목                           | 25호선 논산천안고속도로                          | 공주시 | 국도 제40호선 구간 국가지원지방도 제96호선 구간                         | 금학동                                                                                |
| 봉정3교                                 |                                                  | 공주시 | 국도 제40호선 구간 국가지원지방도 제96호선 구간                         | 금학동                                                                                |
| 검상 교차로 (검상육교)                  | 검상안길                                         | 공주시 | 국도 제40호선 구간 국가지원지방도 제96호선 구간                         | 금학동                                                                                |
| 새재 교차로 (새재육교)                  | 승방길                                           | 공주시 | 국도 제40호선 구간 국가지원지방도 제96호선 구간                         | 금학동                                                                                |
| 경찰서앞 교차로                         | 무령로                                           | 공주시 | 국도 제40호선 구간 국가지원지방도 제96호선 구간                         | 웅진동                                                                                |
| 왕릉로와 직결                           |                                                  |        |                                                                         |                                                                                       |

## 주요 건물 및 시설
- 윤모터스 (백제문화로 10/석목리 143-12)
- 농협 부여농협 주유소 (백제문화로 14/석목리 143-97)
- 농협 부여농협 서동지점 (백제문화로 18/석목리 143-128)
- SK에너지 용정주유소 (백제문화로 136/용정리 442-3)
- 한산그린아파트 (충청남도 공주시 (백제문화로 2082)
- 미니스톱 공주예미지점 (백제문화로 2124/웅진동 226-2)
- GS25 공주웅진점 (백제문화로 2139/웅진동 243)
- 시영아파트 (충청남도 공주시 백제문화로 2141/웅진동 243)
- 배원청실아파트 (충청남도 공주시 백제문화로 2151/웅진동242-2)